# Диплараку, Алики
Алики Диплараку (греч. Αλίκη Διπλαράκου; 28 августа 1912, Афины — 30 октября 2002) — греческая модель, победительница национального конкурса красоты Мисс Греция 1929 («Мисс Эллада» (Μις Ελλάς) и Мисс Европа 1930.
Первая представительница Греции, ставшая королевой красоты Европы.

## Биография
Родилась в семье маниотов, выходцев с Тенарского полуострова. Её отец был юристом, сестра была замужем за сыном писателя Поля Клоделя.
В 1929 году стала победительницей конкурса красоты «Мисс Афины», затем — «Мисс Греция 1929».
6 февраля 1930 года выиграла конкурс «Мисс Европа» в Париже, будучи первой представительницей своей страны. В конкурсе победила среди представительниц 19 стран.

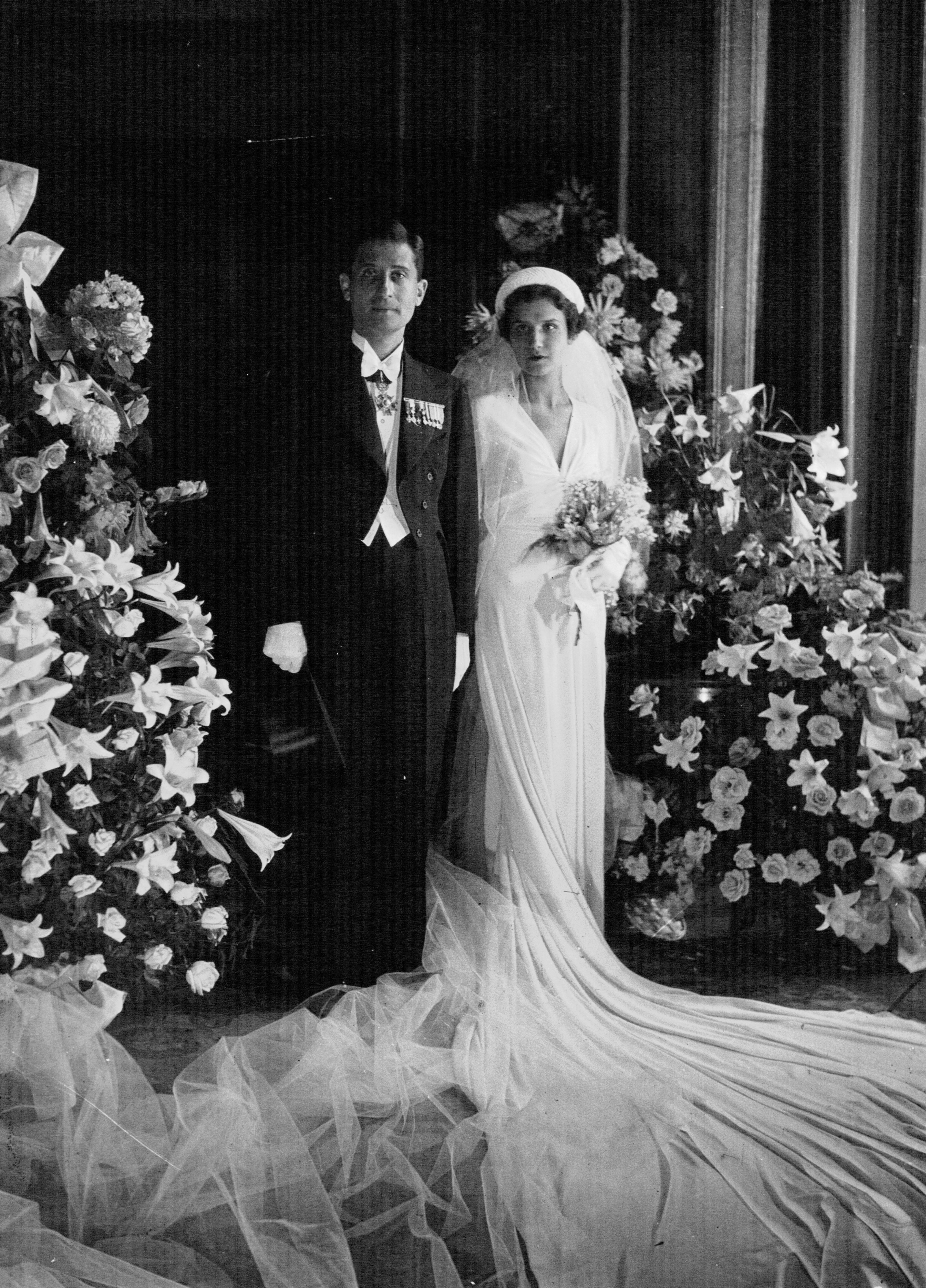
Свадьба с Полем-Луи Вейллером, французским промышленником

В том же году 18-летняя красавица-брюнетка снова представляла свою страну и Европу на конкурсе «Мисс Вселенная», которое состоялось 13 октября 1930 года в Рио-де-Жанейро, Бразилия. А. Диплараку заняла в конкурсе второе место.
Позже гастролировала по США, читала лекции по древнегреческой и современной греческой культуре. Помимо своего родного греческого языка, также владела английским, французским и итальянским языками. Пробовала свои силы в театре.
Попала в заголовки газет в 1930-х годах, когда переодевшись в мужскую одежду, проникла на гору Афон, куда женщинам вход запрещён.
А. Диплараку была замужем дважды: в 1932—1945 годах первым мужем был Поль-Луи Вейллер, промышленник, сын Лазаря Вейллера, вторым супругом был сэр Джон Риотесли Рассел, дипломат.